# 喜鹊苣苔
喜鹊苣苔（学名：Ornithoboea henryi）为苦苣苔科喜鹊苣苔属下的一个种。

## 扩展阅读
- 維基物種上的相關：喜鹊苣苔